# 4549 Буркхарт
4549 Буркхарт (енгл. 4549 Burkhardt) је астероид главног астероидног појаса са средњом удаљеношћу од Сунца која износи 2,436 астрономских јединица (АЈ).
Апсолутна магнитуда астероида је 14,3.